# Ситалк I
Ситалк I (старогрчки: Σιτάλκης, Sitalces; владао ±444 — 424. п. н. е.) је био трачки краљ, син Тереса, којем Тукидид приписује да је створио „велико краљевство Одриса које се простирало великим делом Тракије“. Међутим, он је ратујући са околним племенима успео знатно да прошири своју сувереност, која се, по истом, „пружало морском обалом која почиње од града Абдере, па све до Еуксинског мора и реке Истра“, што такође потврђује и Диодор са Сицилије.
Датум његовог ступања на очево место је непознат, али извесно је да се Диодор вара ако мисли да је то било непосредно уочи Пелопонеског рата. Пре ће бити да је Ситалк пре тога дуже време био на престолу, будући да је у тренутку избијања рата у његовим рукама била сконцентрисана моћ толиких размера коју смо већ споменули.
Још прве године рата, желећи да га придобију за савезника из простог разлога што им је био преко потребан у покоравању приобалне Тракије и Македоније, Атињани су га преко свог проксена Абдеранина Нимфодора, сина Питовог, чија је сестра иначе била удата за Ситалка, позвали к себи у Атину. Тамо је он, како казује Тукидид, склопио договор са Нимфодором, према којем се обавезао „да ће да пошаље Атињанима трачку војску: коњанике и лако наоружане пешаке“. Заузврат, он и његов син Садок добили су атинско грађанство.
То свакако није импоновало Спартанцима и Коринћанима, чији су се изасланици на путу за Персију обрели код Ситалке, покушавши том приликом да га наговоре да промени страну.
| „ | Дошавши прво код трачког краља Ситалка, сина Терејевог, желели су, ако им пође за руком, да га наговоре да се одвоји од Атињана и зарати на Потидеју где је атинска војска опсађивала град. | ” |

Међутим, тај покушај је пропао, а спартанске изасланике је на наговор два атинска изасланика изучио Атињанима Садок, син Ситалков, „да не би прешли код Краља [тј. персијском цару]“, а ови су их одмах по приспећу у Атину погубили без икакве пресуде. О томе сведочи и Херодот.
У јесен 429. п. н. е. Ситалк се одазвао позиву Атињана да удари на халкидичке градове. Ради тога је позвао своје ратнике јужно од Дунава, за које је Теор, један од Аристофанових јунака у комедији Ахарњани, рекао:
| „ | Гле, која сила скакаваца долази! | ” |

Кроз читаву Хеладу пренео се глас о овој надирућој сили; ужаснути противници Атине гледали су како да јој се супротставе уколико се она удружи са атинским снагама. Међутим, на њихову срећу, до тога није дошло. Стигавши до Халкидика, Ситалк се нашао усамљен. Очигледно да Атињани нису полагали у њему довољно поверења, и да су стога још мање веровали у то да ће испунити дато обећање. На то указује исказ једног другог јунака поменуте Аристофанове комедије:
| „ | Еј црко ја, ријеч једну ако вјерујем. Што ти сад рече, до о оним скакавцим. | ” |

Без помоћи Атињана, Ситалк није могао са сопственим снагама да покори Халкидик, али је зато приморао житеље да се повуку иза градских зидина, док је он пуних осам дана пустошио њихова поља. Будући да је напослетку војсци понестало залиха а она сама трпила од хладноће, започео је преговоре са Пердиком. Овом је пошло за руком да подмити Сеута, Ситалковог нећака и другокомандујућег, обећавши му руку своје сестре. На његов савет војска се повукла након само 30 дана похода
Пар година доцније, како сазнајемо од Тукидида, отприлике у исто време када се одиграла битка код Делија (424. п. н. е.), Ситалк је у сукобу са Трибалима претрпео грдан пораз а сâм он је том приликом изгубио живот. Наследио га је већ поменути Сеут, син Спарадоков, који је узео руку Пердикине сестре, поставши „одришки краљ као и краљ остале Тракије, којом је владао Ситалк“.

## Примарна литература
- Херодот (2010). Херодотова историја (на језику: (језик: српски) — превод Милана Арсенића) (2. Деретино изд.). Београд: Дерета.  121073932.
- Тукидид (2010). Пелопонески рат (на језику: (језик: српски) — превод Душанке Обрадовић). Београд: Admiral Books.  174681612.
- Aristofan (1947). Aristofanove komedije (на језику: (језик: српски) — превод Коломана Раца). Zagreb: Matica hrvatska.  23912967.

 Овај чланак садржи текст из публикације која је сада у јавном власништву: Смит, Вилијам, ур. (1870). Речник грчких и римских биографија и митологија. Недостаје или је празан параметар |title= (помоћ)